# Чіоко Дамбамупуте
Чіоко (Кіоко) Дамбамупуте (*д/н — 1902) — останній мвене-мутапа (володар) Мономотапи в 1890—1902 роках.

## Життєпис
Походив з династії Мбіре. Син мвене-мутапи Катарузи. З 1876 року боровся проти стрийка Дзуди, який після поразок від португальців, втратив більшість володінь. Близько 1890 року здобув перемогу й оголошений мвене-мутапою.
Продовжив політику боротьби проти португальців, уклавши союз з племенами мондоро, макомбе держави Барве, родом метисів Круз з Масангано. В результаті антипортугальське повстання охопило значні землі. Проте поступово Чіоко зазнавав поразки. Зрештою 1902 року загинув в одній з битві, що відбулася на території держави Барве. Його володіння було приєднано до португальської колонії Мозамбік.